# Economia normativa
L'economia normativa és la branca de l'economia que estudia com hauria de ser el sistema econòmic ideal i quines mesures poden impulsar-se per aconseguir-lo. Inclou un estudi de la política, ètica i filosofia de la justícia, així com una anàlisi dels avantatges dels diferents sistemes històrics. Pot abastar recomanacions concretes, aplicades a un territori o moment determinat, o bé proposar un canvi total de sistema. Gran part dels teòrics de l'altermundisme usen recomanacions d'economia normativa i tenen les seves arrels en la tradició de la utopia. Com a camp d'estudi s'oposa a l'economia positiva o descriptiva.